# 三匹の子ぶた (1933年の映画)
『三匹の子ぶた』（さんびきのこぶた、原題: Three Little Pigs）は、1933年のシリー・シンフォニーの短編アニメ作品。同名の寓話を基に、ウォルト・ディズニーが製作、バート・ジレットが監督を務めた。製作費22,000ドル、興行収入250,000ドル。シリー・シンフォニーの短編映画がスクリーンで上映されたのは1963年再公開の「プカドン交響楽」以来5年ぶりのことである。
シリー・シンフォニーシリーズ第36作であり、1934年のアカデミー賞短編アニメ賞を受賞。1994年にアニメーション関係者による「史上最も偉大な50の漫画（The 50 Greatest Cartoons）」で行われた投票では、本作はアニメーション史における11番目の重要な作品として格付けされた。2007年には、「文化的、歴史的、美術的に重要な作品」として、アメリカ議会図書館によるアメリカ国立フィルム登録簿に収録された。
1933年5月25日、ニューヨークのラジオシティ・ミュージックホールで、ラジオシティがファースト・ナショナル映画『エルマー・ザ・グレート』を公開する際の短編として公開された。

## ストーリー
フィファー・ピッグ、フィドラー・ピッグ、プラクティカル・ピッグは、自分たちの家を建てるブタの3兄弟。3人とも違う種類の楽器を演奏し、フィーファーはフルート、フィドラーはヴァイオリン、プラクティカルは休みなく家を建てている。フィファーとフィドラーは藁と木の家をいつも簡単に建て、一日中楽器を演奏して楽しんでいる。一方、プラクティカルは「歌ったり踊ったりする時間がない。仕事と遊びは一緒にならないから」と、レンガ造りの丈夫な家を建てることに専念する。フィファーとフィドラーは彼をからかうが、プラクティカルはビッグ・バッド・ウルフが来たら逃げられないと警告する。フィファーとフィドラーは彼を無視して遊び続け、「狼なんか怖くない」を歌う。
彼らが歌っていると、ビッグ・バッド・ウルフが本当にやってきて、2匹はそれぞれの家に逃げる。ウルフはまずフィファーの家を（屋根を除いて）吹き飛ばし、フィファーはなんとか逃げ出してフィドラーの家に隠れる。ウルフはあきらめて帰るふりをするが、羊に変装して戻ってくる。ブタたちはその変装を見破り、ウルフはフィドラーの家を（ドアを除いて）吹き飛ばす。2匹は何とか逃げ出し、兄弟を快く避難させてくれたプラクティカルの家に隠れる。プラクティカルの家で、彼の楽器がピアノであることが明らかになる。ウルフはフラーブラシの訪問販売員に変装してブタたちを騙し、家に入ろうとするが失敗する。その後、ウルフは頑丈なレンガ造りの家を吹き飛ばそうとするが（その過程で服を失う）、自信に満ちたプラクティカルがメロドラマチックなピアノ曲を演奏する中、それも失敗する。ついに煙突から家の中に入ろうとするが、頭のいいプラクティカルが煙突の下にある水（テレビン油を加えていた）を入れた煮えたぎる鍋の蓋を外し、ウルフはその中に落ちてしまう。悲鳴を上げながらウルフは必死に逃げ回り、その間にブタたちはまた「狼なんか怖くない」を歌う。プラクティカルは、ピアノをノックするいたずらをして、ウルフが戻ってきたと兄弟たちに思わせ、プラクティカルのベッドの下に隠れる。

## キャスト
括弧内は、日本語吹替版キャスト。
- ファイファー・ピッグ: ドロシー・コンプトン（英語版）（中谷佐知子）
- フィドラー・ピッグ: メアリー・モダー（英語版）（井上美哉子）
- プラクティカル・ピッグ: ピント・コルヴィッグ（伊藤友美）
- ビッグ・バッド・ウルフ: ビリー・ブレッチャー（英語版）（内田稔）

## 封切り
本作は1933年5月25日、ニューヨークのラジオシティ・ミュージックホールで初公開された。

### ホームメディア
アメリカでは、本作は1984年に「カートゥーン・クラシック」ホームビデオ・シリーズの一部としてVHS、ベータマックス、レーザーディスクで初めてリリースされた。アメリカでは1995年に「フェイバリット・ストーリーズ」コレクションの一部として、イギリスでは1996年春に「ディズニー・ストーリーブック・フェイバリット」シリーズの一部として再びVHSでリリースされた。2001年12月4日には、続編とともに『ウォルト・ディズニー・トレジャーズ: シリ―・シンフォニー』の一部としてリリースされ、PAL版ではユダヤ人行商人のアニメーションが再編集された台詞とともに再び残されている。しかし、Disney+のリリースでは、すべての地域で変更されたアニメーションを使用している。
その後、2005年8月16日に発売された『ウォルト・ディズニー・タイムレス・テールズ Vol.1』に収録され（アメリカの『シリー・シンフォニー』セットには編集版が収録）、『ハーメルンの笛吹き』（1933年）、『アリとキリギリス』（1934年）、『うさぎとかめ』（1935年）、『ミッキーの王子と少年』（1990年）も収録された。
1933年のオリジナル・アニメが英語とその他の外国語のオリジナル・サウンドトラック付きで最初にリリースされたその他の国々では、1933年のオリジナル・サウンドトラック付きのノーカット映像が、英語とその他の外国語のオリジナル・サウンドトラック付きで、現在もディズニー社から家庭用リリース・ビデオとしてリリースされている。
日本では、1988年10月7日にバンダイよりリリースされた『夢と魔法の宝石箱 ディズニーのなかまたち』、2012年9月5日にブエナ・ビスタ・ホーム・エンターテイメントよりリリースされた『シリー・シンフォニー 限定保存版』に本編が収録された。

## 作品の評価
本作は当時の観客の間で驚異的な成功を収め、公開後何ヵ月にもわたり上映され続け、大きな経済的反響を得た。今でも史上最も成功した短編アニメとされており、ディズニーが1934年末までにミッキーをトップグッズのアイコンにして人気をさらに高めるまで、トップに君臨し続けた。アニメーターのチャック・ジョーンズは、「（アニメで）キャラクターに命を吹き込んだのはあれが初めてだった。見た目はそっくりで、行動は違う3人のキャラクターだった」と語った。他のアニメーション史家、特にウィンザー・マッケイを敬愛する人々は、「初めて」という言葉に異論を唱えたが、ジョーンズが語っていたのは、そのような個性ではなく、姿勢や動きによる性格付けのことだった。ファイファーとフィドラーは軽薄で無頓着、プラクティカルは用心深く真面目である。ストーリーとキャラクターがこれほどよく練られていたのは、ディズニーがすでに、アニメーション映画の成功は、観客の心をつかんで離さない、感情移入できるストーリーを語ることにかかっていることに気づいていたからである。それは、アニメーターとは別に「ストーリー部門」を設け、絵コンテアーティストを製作パイプラインの「ストーリー開発」段階に専従させるというものだった。
本作が成功を収めたことは、ウォルト・ディズニーがその成功に甘んじることなく、マルチプレーン・カメラや初の長編アニメ映画など、リスクを伴うプロジェクトを進め続ける決断をした一因と見られている。ディズニーのスローガンは、長年にわたってしばしば繰り返されてきた。

### 物議と検閲
本作には、ビッグ・バッド・ウルフがフラーブラシの行商人に変装し、プラクティカルを騙してレンガ造りの家に侵入しようとするシーンがある。1933年に公開されたオリジナル版では、行商人の変装はステレオタイプなユダヤ人男性のもので、帽子、コート、偽ユダヤ人の鼻、眼鏡、付け髭を身に着けている。このバージョンのシーンでは、イディッシュ語の音楽が流れ、イディッシュ訛りの強い声で変装する。
公開直後、米国ユダヤ人議会のディレクターであったJ.X.コーエンは、ウォルト・ディズニーに怒りの手紙を送り、「ユダヤ人に対する侮辱であり、下劣で、反乱的で、不必要なものである」とし、このシーンの削除を要求した。ロイ・O・ディズニーはウォルトに代わってコーエンに「私たちにはユダヤ人の仕事仲間や友人が非常に多く、ユダヤ人やその他の人種や国籍を意図的に貶めるようなことは絶対に避けたい。このキャラクターは、多くの有名なユダヤ人コメディアンがボードビルや舞台、映画で自らを演じているのと同じように、不快なものではないと思われる」と答えた。
1948年9月に再公開された際、ウルフの変装は、前述の帽子とコートに加え、眼鏡が変わっただけで、このシーンは再アニメ化された。変装した彼の声にはもうイディッシュ訛りはなく、比較的差し障りのないシーンに変更された。ジャック・ハンナと彼のグループは、この変更に対応した。ハンナは歴史家のジム・コーキスに、ウォルト・ディズニーからこの変更を依頼されたのだと語ったが、その理由は外部からの圧力があったわけではなく、単に第二次世界大戦後、このシーンが笑えなくなり、傷つく可能性があると感じたからだという。

### 挿入歌
本作のためにフランク・チャーチルが作曲したオリジナル曲「狼なんか怖くない」は、ベストセラー・シングルとなり、世界恐慌の「大きな悪い狼」に対する人々の決意を映し出し、この曲は実際に世界恐慌に立ち向かうための応援歌として愛唱された。第二次世界大戦前の数年間、ナチスがドイツの領土を拡大し始めたとき、この歌は、アドルフ・ヒトラー総統が戦争をすることなくかなりの領土を獲得することを許した西側世界の自己満足を表すために使われ、カナダの戦争努力のためのディズニー・アニメーションで顕著に使われた。
この曲は1966年の映画とは何の関係もないため、1963 年の演劇『ヴァージニア・ウルフなんかこわくない』のインスピレーションとしても使用された。
1989年9月、フロリダ州タンパのWFLZが、WRBQがタンパ・ベイ地区で唯一のトップ40／CHRラジオ局となるための身代金を満たせなかった後、近隣の競合局WRBQと競い合うという演出の中でパロディ化された。WFLZはその後、「狼なんか怖くない（Who's Afraid of the Big Bad Wolf?）」と題したパロディ「Who's Afraid of the Big Bad Q?」など、競合局をあざけり、けなし始めた。

## 続編とその後の出演
ディズニーは本作の続編をいくつか製作したが、どれもオリジナルほど成功しなかった。最初の続編は、同じくバート・ジレット監督の『赤ずきんちゃん（The Big Bad Wolf）』で、1934年4月14日に公開された。前作の4匹のキャラクターに加え、オオカミが悪役として登場する別の童話から採用された赤ずきんと、そのおばあさんの2人が新キャラクターとして追加された。
1936年、三匹の子ぶたとビッグ・バッド・ウルフを主役にした2作目のアニメが、『嘘をつく子供』を基にしたストーリーで続いた。この短編は『オオカミは笑う』と題され、ウルフの3匹の息子たちを登場させたが、みんな父親と同じようにブタの味を知りたがっていた。
3作目のアニメ『働き子ぶた』は1939年に公開された。この中で、ファイファーとパイパーは、プラクティカルの警告にもかかわらず、泳ぎに行くが、ウルフに捕まり、ウルフはプラクティカルの後を追うが、プラクティカルの新しく作った嘘発見器に引っかかる。
1941年、4作目のアニメ『倹約家のぶた』がカナダ国立映画庁から配給された。このアニメの大部分はオリジナルのアニメからの再利用映像で構成されており、実用的なブタはカナダの戦時国債で家を建て、ナチス・ドイツを代表するビッグ・バッド・ウルフは彼の家を吹き飛ばすことができなかった。
ファイファー、フィドラー、ビッグ・バッド・ウルフは『ロジャー・ラビット』にも登場した。
テレビシリーズ『ハウス・オブ・マウス』や、その直撮り映画『ミッキーのマジカル・クリスマス/雪の日のゆかいなパーティー』（2001年）、『ミッキーの悪いやつには負けないぞ!』（2002年）にも登場した。シリーズの第2話では、ウルフは「ビッグ・バッド・ウルフ・ダディ」という芸名を持つ人気ジャズ・トランペッターとして描かれ、ブタたちは彼のバックバンドとして演奏する。これはおそらく、ワーナー・ブラザースのカートゥーン『3匹の子ブタロック』のパロディだと思われる。エピソード「ピートの悪党の家」には、ウルフが息子にブタの狩り方を教える短編もある。
ウォルト・ディズニー・アニメーション・スタジオ100周年記念作品『ワンス・アポン・ア・スタジオ -100年の思い出-』では、最後の記念写真の場面のみに登場する。

## コミックの映画化
『シリー・シンフォニー』日曜版は、1936年1月18日から8月23日まで、『三匹の子ぶたのさらなる冒険』と呼ばれる本作の続編を7か月にわたって連載した。続いて、1938年5月1日から8月7日まで、『実用的なぶた』と呼ばれるストーリーが続いた。
アンソロジー・コミック『ウォルト・ディズニー・コミックス＆ストーリーズ』の52号（1945年1月）で、ビッグ・バッド・ウルフの息子であるリル・バッド・ウルフという新キャラクターが登場した。リル・バッド・ウルフは父親であるビッグ・バッド・ウルフをいつも悩ませていた。実際、彼のお気に入りの遊び相手は三匹の子ぶただった。リル・バッド・ウルフの新しい物語は7年間定期的にWDC&Sに掲載され、最後のものは259号（1962年4月）に掲載された。